# Ópera de Hanói
La Ópera de Hanói (en vietnamita: Nhà hát lớn Hà Nội, en francés: Opéra de Hanoï) es un teatro de ópera situado en el centro de Hanói, Vietnam. Fue construida por la administración colonial francesa entre 1901 y 1911. 

## Edificio

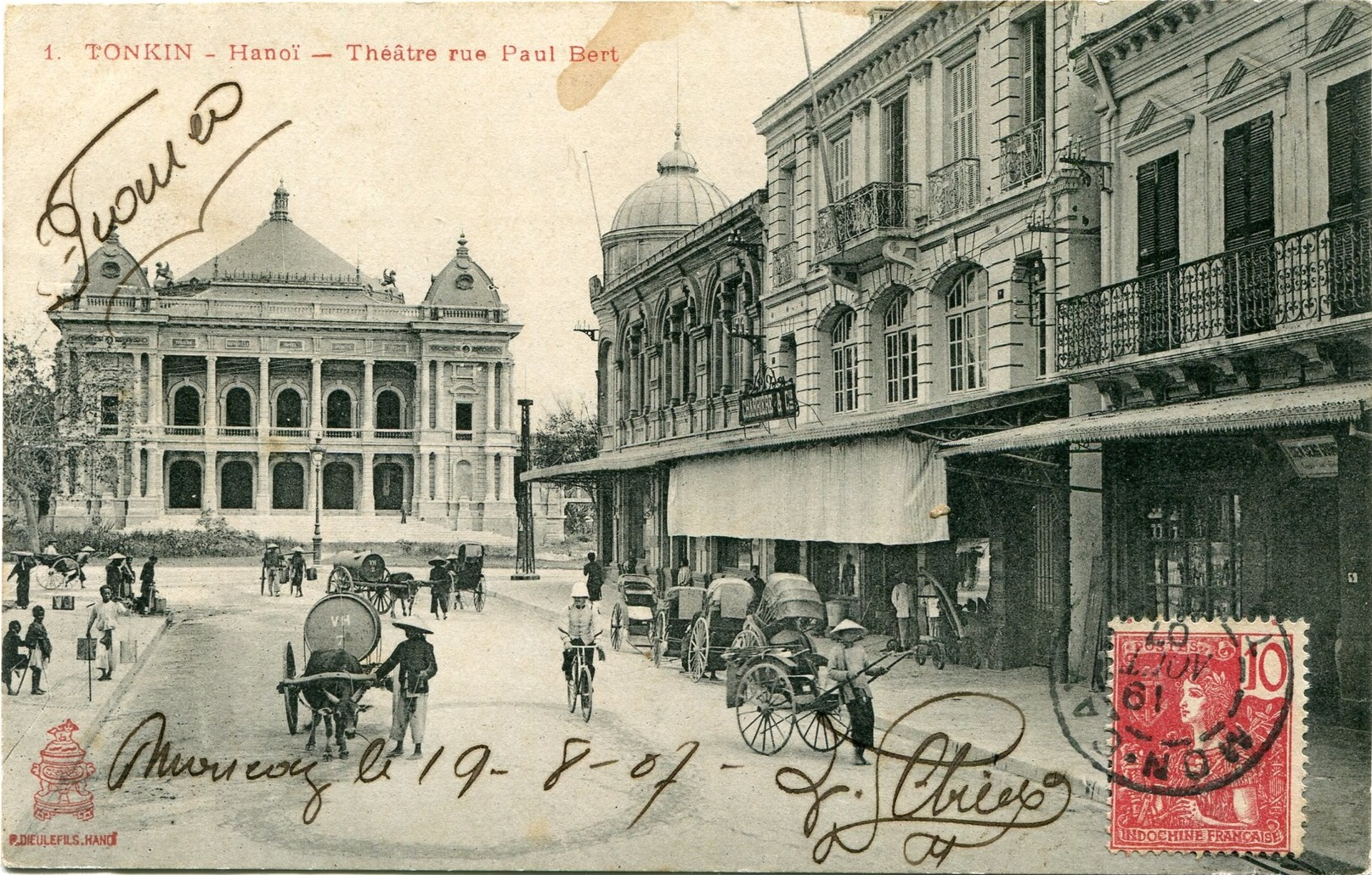
La Ópera de Hanói a comienzos del, vista desde la rue Paul Bert (ahora Trang Tien Street)

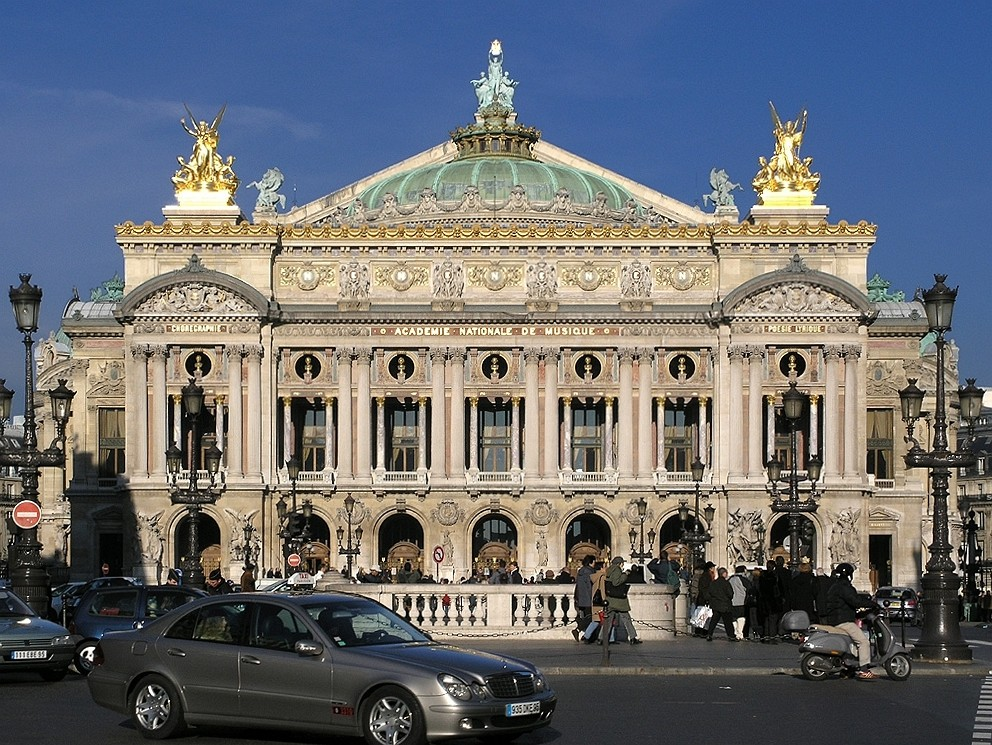
La Opéra Garnier de Paris, en la que se inspiró la Ópera de Hanói

Se inspiró en el Palais Garnier, la ópera más antigua de París, y se considera uno de los monumentos más importantes de Hanói. Tras la salida de los franceses, la ópera fue escena de varios eventos políticos y luchas callejeras.
La Ópera de Hanói da nombre al cercano Hilton Hanoi Opera Hotel, que abrió en 1999 y que, por razones históricas asociadas con la guerra de Vietnam, no se llamó Hanoi Hilton.

## La Compañía de la Ópera

### Época colonial
La ópera se describe en las memorias de Blanche Arral, quien actuó en la nueva Ópera de Hanói en 1902 mientras se esperaba la apertura de la Exposición de Hanói de 1902. Durante la época colonial, la ópera dependía de artistas en gira que representaban obras francesas o italianas ante una audiencia mayoritariamente francesa.

### Ópera y Ballet Nacional de Vietnam
Tras la salida de los franceses, el edificio se usó para obras de teatro y musicales vietnamitas. El regreso de la ópera occidental, y la primera ópera importante que no fue francesa o italiana, fue una representación de Eugene Onegin de Chaikovski, organizada en 1960 bajo auspicios culturales de la Unión Soviética, donde el entrenador vocal ruso escogió al cantante inexperto Quý Dương como barítono.
En la actualidad la ópera se solapa con la Orquesta Sinfónica Nacional de Vietnam y la Orquesta Filarmónica de Hanói. Algunos cantantes famosos de la empresa son el soprano Lê Dung, formado en el Conservatorio de Moscú y la persona más joven premiada con el People's Artist de Vietnam, en 1993.
La Ópera de Hanói ha visto muchos estrenos de óperas y musicales de compositores vietnamitas, como las óperas de Đỗ Nhuận - Cô Sao ('Señorita Sao', 1965), Người tạc tượng ('El Escultor', 1971) y Nguyễn Trãi (1980), las obras de Lưu Hữu Phước y las obras corales del compositor de cine Đặng Hữu Phúc, así como obras de compositores emigrados a su regreso, como Nguyễn Thiên Đạo, alumno de Messiaen en París.
El Ballet Nacional también es parte de la Ópera, y representa clásicos occidentales como el El lago de los cisnes, así como producciones de danza vietnamitas tradicionales y modernas.